# Khell Zsolt
Khell Zsolt (Budapest, 1954. szeptember 13. –) magyar Jászai Mari-díjas (1994) díszlettervező, egyetemi tanár. Bátyja, Khell Csörsz díszlet- és jelmeztervező.

## Életpályája
Szülei: Khell Ádám és Wicklein Mária. Főiskolai tanulmányait az Ybl Miklós Építőipari Műszaki Főiskolán végezte 1973–1975 között. 1976-1980 között az Iparművészeti Főiskola belsőépítészeti szakán tanult. 1979 óta foglalkozik díszlettervezéssel. 1982–1984 között a MÁV Tervező Intézetének belsőépítésze volt. 1984–1986 között a zalaegerszegi Hevesi Sándor Színház, 1986–2009 között a kaposvári Csiky Gergely Színház tagja volt. 2009 óta szabadúszó. A Színház- és Filmművészeti Egyetem óraadó tanára.

## Magánélete
Nős, felesége Boldizsár Ágnes. Két gyermekük született; Róza Mária (1988) és Bendegúz (1995).

## Színházi munkái
A Színházi adattárban regisztrált bemutatóinak száma: 219 (díszlet); 2 (jelmez)
- Harold Pinter: Régi idők (1978)
- Barta Lajos: A sötét ház (1979)
- Ödön von Horváth: Kazimír és Karolin (1979)
- Szép Ernő: Lila ákác (1980, 1998-1999)
- Ránki György: Egy szerelem három éjszakája (1981)
- Gershwin: Vadnők (1982)
- Szüle Mihály: 1 bolond 100-at csinál (1984)
- Molière: A fösvény (1984)
- Kamondy László: Lány az aszfalton (1984)
- Maugham: Imádok férjhez menni (1984)
- O’Neill: Egy igazi úr (1985)
- Popplewell: A szegény hekus esete a papagájjal (1985)
- Kiss Anna: Bolondmalom (1985)
- Molnár Ferenc: Doktor úr (1985)
- Euripidész: Alkésztisz (1985)
- Kisfaludy Károly: A kérők (1985)
- Lenz: A nevelő (1985)
- Brecht: Kurázsi mama és gyermekei (1985, 1989)
- Görgey Gábor: Komámasszony, hol a stukker? (1985)
- Beaumarchais: Figaro házassága avagy egy őrült nap (1985, 1997)
- Csehov: Három nővér (1985, 2006, 2009)
- Jókai Mór: A kőszívű ember fiai (1986)
- Ionesco: A kopasz énekesnő (1986)
- Ionesco: Különóra (1986)
- Liszt Ferenc: Liszt (1986)
- Romains: Knock (1986)
- Carlo Goldoni: Velencei terecske (1987)
- Szlavkin: A kép (1987)
- Szlavkin: Szükséglakás (1987)
- Schiller: Ármány és szerelem (1987, 1989)
- Füst Milán: Boldogtalanok (1988)
- Feydeau: Bolha a fűlbe (1988, 1997, 2004, 2012)
- Erdman: Az öngyilkos (1988)
- Mohácsi János: Tévedések végjátéka avagy tévedések víg játéka (1988)
- Ábrahám Pál: 3:1 a szerelem javára (1988)
- Gombrowicz: Yvonne, burgundi hercegnő (1989)
- Bulgakov: Kutyaszív (1989)
- Mrożek: Mészárszék (1989)
- Brecht: Koldusopera (1990, 1998, 2001)
- Peaslee: Állatfarm (1990)
- Puskin: Borisz Godunov (1990)
- Lengyel Ferenc: Macska Jancsi (1990)
- Calderón de la Barca: Az élet álom (1990)
- Buday Dénes: Csárdás (1990)
- Dürrenmatt: A nagy Romulus (1991)
- Molière: Mizantróp (1991, 1998)
- William Shakespeare: A két veronai nemes (1992)
- Böll: Katharina Blum elvesztett tisztessége (1992)
- Brecht: A kaukázusi krétakör (1992, 1998)
- Wesker: Konyha (1992)
- William Shakespeare: Romeo és Júlia (1992)
- Gorkij: Éjjeli menedékhely (1993)
- Parti Nagy Lajos: Ibusár megállóhely (1993)
- Kálmán Imre: Csárdáskirálynő (1993)
- Kosztolányi Dezső: Néró, a véres költő (1993)
- Forgách András: Tercett - Janka, Zsigmond, Mária - (1993)
- Barker: Jelenetek egy kivégzésből (1994)
- Kleist: Amphitryon (1994)
- Kesey: Kakukkfészek (1994)
- Krúdy Gyula: A vörös postakocsi (1994)
- Carlo Goldoni: A kávéház (1994, 2008)
- Dosztojevszkij: Bűn és bűnhődés (1994)
- Mozart: Szöktetés a szerájból (1994)
- Gombrowicz: Esküvő (1994)
- Arthur Miller: Istenítélet (1995, 2008)
- Esterházy Péter: Daisy (1995)
- Dürrenmatt: Az öreg hölgy látogatása (1995)
- Kosztolányi Dezső: Édes Anna (1995)
- William Shakespeare: Ahogy tetszik (1995)
- Szomory Dezső: Hermelin (1996)
- Szirmai Albert: Mágnás Miska (1996, 1998)
- Eisemann Mihály: Én és a kisöcsém (1996)
- Werner Schwab: Elnöknők (1996)
- Foster: Tom Paine (1996)
- Dürrenmatt: A csendestárs (1996)
- Brecht-Weill: Weill - Csákányi-est (1996)
- Lehár Ferenc: Luxemburg grófja (1996)
- Strauss: A denevér (1996)
- Yasmina Reza: Művészet (1997)
- Bond: Megváltás (1997)
- Bulgakov: Iván a rettentő (1998)
- Tom Stoppard: Árkádia (1998)
- Molière: George Dandin (1998)
- Tankred Dorst: Paul úr (1999)
- Vajda János: Leonce és Léna (1999)
- Kroetz: A vágy (1999)
- Sondheim: Sweeney Todd, a véres londoni borbély (1999)
- Kárpáti Péter: Világvevő (2000)
- Hamvai Kornél: Hóhérok hava (2000)
- Kárpáti Péter: Tótferi, avagy hogy született a világhőse, kinek keresztanyja a Szentpétör volt (2000)
- Csehov: Platonov (2000)
- Erdman: A mandátum (2000)
- Heller: Megbombáztuk Kaposvárt (2000)
- Faragó Béla: East Side Story (2000)
- Kárpáti Péter: Nick Carter avagy végső leszámolás Dr. Quartzcal (2001)
- Mohácsi: A vészmadár - avagy hamar munka ritkán jó (2001)
- Margulies: Nass (2001)
- Osztrovszkij: Erdő (2002)
- Melis László: A csoda alkonya avagy egy tündökletes torzszülött kalandos élete három felvonásban (2002)
- William Shakespeare: Antonius és Kleopátra (2002)
- Orwell: Állatfarm (2002)
- Hamvai Kornél: Kitty Flynn (2002)
- Heinrich von Kleist: A bosszú (A Schroffenstein-család) (2003)
- Carlo Goldoni: Nyaralás (2003)
- Mohácsi-Kovács: Csak egy szög (2003)
- Vörösmarty Mihály: Czillei és a Hunyadiak (2004)
- Csehov: Ivanov (2004)
- Kárpáti Péter: A negyedik kapu (2004)
- Bíró Lajos: Sárga liliom (2004)
- William Shakespeare: Julius Caesar (2005)
- Bulgakov: A Mester és Margarita (2005)
- Frayn: Veszett fejsze (2005, 2010)
- Congreve: Így él a világ (2005)
- Weber: A bűvös vadász (2005)
- Kárpáti Péter: Első éjszaka avagy utolsó. Mit tett Umáma Átikával? Avagy a szerelem megszállott rabjának története (2005)
- Forgách András: A kulcs (2005)
- Bartók Béla: A kékszakállú herceg vára (2006)
- Rejtő Jenő: Vesztegzár a Grand Hotelben (2006)
- Mohácsi: 56 06 őrült lélek vert hadak (2006)
- Ibsen: A vadkacsa (2007)
- Csokonai Vitéz Mihály: Karnyóné (2007)
- Carlo Goldoni: Mirandolina (2007)
- Dosztojevszkij: Ördögök (2007)
- Carlo Goldoni: A fogadósnő (Mirandolina) (2007)
- Ödön von Horváth: Mit csinál a kongresszus? (2007)
- Sztravinszkij: Petruska és Pulcinella (2007)
- Csehov: Sirály (2008)
- Srbljanović: Sáskák (2008)
- Peter Shaffer: Sötét komédia (2008)
- Gorkij: Barbárok (2008)
- Neil Simon: És mennyi szerelem! (2009)
- Strauss: A cigánybáró (2009)
- Parti Nagy Lajos: A hét asszonya (2009, 2011)
- Knut Hamsun: Éhség (2009)
- John Weidman: Contact (2009)
- Scribe: Az álarcosbál (2009)
- William Shakespeare: Szentivánéji álom (2010, 2012)
- Tóth Ede: A falu rossza (2010)
- Marivaux: A szerelem diadala (2010)
- Loewe: My fair lady (2010)
- Pavlac: Dolcsaja vita (2010)
- Kander: Cabaret (2010)
- Mong Attila: Egyszer élünk, avagy a tenger azontúl tűnik semmiségbe (2011)
- Flaubert: Dilettánsok (2011)
- Heltai Jenő: Naftalin (2011)
- Harwood: A nagy négyes (2011)
- Party Nagy Lajos: A Bandy-lányok (2011)
- Büchner: Woyzeck (2011)
- Middleton-Rowley: Átváltozások (2011)
- Bródy Sándor: A tanítónő (2012)
- Harrower: Blackbird (2012)
- Mohácsi János - Mohácsi István: A csillagos ég, avagy a nemzetközi sikerre való tekintet (2013)
- Pintér Béla: Parasztopera (2014)
- Csehov: Sirály (2015)
- Móricz Zsigmond: Kivilágos kivirradtig (2016)
- Szirmai Albert: Mágnás Miska (2016))
- Molnár Ferenc: Játék a kastélyban (2017)
- Mozart: Varázsfuvola (2017)

## Filmes látványtervei
- Egy rém rendes család Budapesten (2006)
- Rokonok (2006)
- Mélyen őrzött titkok (2004)
- Magyar szépség (2002)
- Torzók (2001)
- A részleg (1994)
- A három nővér (1992)
- Nyomkereső (1992)
- Melodráma (1991)
- A másik ember I.-II. (1988)

## Hang és kép
- Veiszer Alinda beszélgetése Khell Csörsszel és Khell Zsolttal

## Díjai
- Az országos színházi találkozó legjobb díszlettervének díja (1990, 1993, 1997, 1999, 2004)
- Színikritikusok Díja (1992, 1997, 2000)
- Jászai Mari-díj (1994)
- IX. Pécsi Országos Színházi Találkozó: Legjobb díszlet (2009)
- Hevesi Sándor-díj (2013)